# Château Bouchet
Le château Bouchet est un château situé en centre-ville de la commune de Fareins, à proximité de l'église Notre-Dame-de-l'Assomption, dans l'Ain.

## Présentation
Le château fut construit au XIXe siècle sur le site d'une ancienne maison bourgeoise. Albert Bouchet (1835 - 1915), avocat lyonnais, maire de Fareins et député de l'Ain, transforme en profondeur l'édifice auquel il donne son nom, ses descendants ajoutant le nom de la commune à leur patronyme pour se distinguer de l'autre branche des Bouchet, implantée non loin de là au château de Beauregard (Beauregard). Parmi les descendants du bâtisseur du château figurent le colonel Pierre Bouchet de Fareins et l'écrivain Serge Bouchet de Fareins. En 1954, la famille Bouchet de Fareins, qui possède aussi le manoir de Bataillard à Saint-Paul-de-Varax, vend le château à la Ville de Paris. Celle-ci l'utilise comme centre de vacances puis à partir des années 1980, le château devient un centre musical. Début 2011, la commune de Fareins rachète le château et son parc de 5,5 hectares. Une réflexion s'est donc initiée pour définir une nouvelle destination à l'édifice. Le château est pour le moment utilisé pour des évènements ponctuels comme pour la fête des écoles en 2013 . 
Le château a subi trois incendies durant son histoire dont le dernier le 2 novembre 1910,. Le parc qui l'entoure regroupe près de 180 essences d’arbres.